# Lars Ljungman
Lars Manfred Ljungman, född 1 april 1918 i Sofia församling, Stockholms stad, död 19 april 1962 i Högalids församling, var en svensk ishockeyspelare som var aktiv under framförallt 1940-talet.
Ljungman spelade ishockey med Nacka SK under säsongerna 1938-1939 och 1939-1940 innan han kom till AIK som han spelade med fram till 1952-1953, då AIK åkte ner i division 2 och Ljungman själv klev ner en division till och spelade en säsong med Huddinge IK i division 3. Han tog SM-guld med AIK 1946 och 1947 och vann skytteligan i den högsta serien, division 1, 1947 och 1948.
Lars Ljungman spelade 29 matcher med Sveriges herrlandslag i ishockey i två internationella turneringar. VM i ishockey 1947 innebar en erövrad silvermedalj och i de Olympiska vinterspelen 1948 i kom laget på en fjärdeplats.
Under VM 1947 i Prag vann Sverige med 24-1 (8-0,7-1,9-0) över Belgien, den 16 februari 1947, Sveriges största landskampsseger. I denna match gjorde Lars Ljungman inte mindre än 11 mål vilket är flest mål i en landskamp för svenska landslaget i ishockey.

## Meriter
- SM-guld 1946 och 1947[4]
- OS-fyra 1948[1]
- VM-femma 1948
- VM-silver 1947
- EM-silver 1947
- EM-brons 1948[5]